# 羊台山
羊台山（ようだいざん）は、中華人民共和国広東省深圳市宝安区と竜華区の境界にある山である。
標高587.1m。低い丘陵が主。山体は砂類土から構成される。